# Jegenye-völgy
Le Jegenye-völgy est une vallée qui se situe entre Solymár et le 2e arrondissement de Budapest. Plusieurs ruisseaux y prennent naissance et alimentent le Paprikás-patak, notamment à hauteur du Rózsika-forrás. 

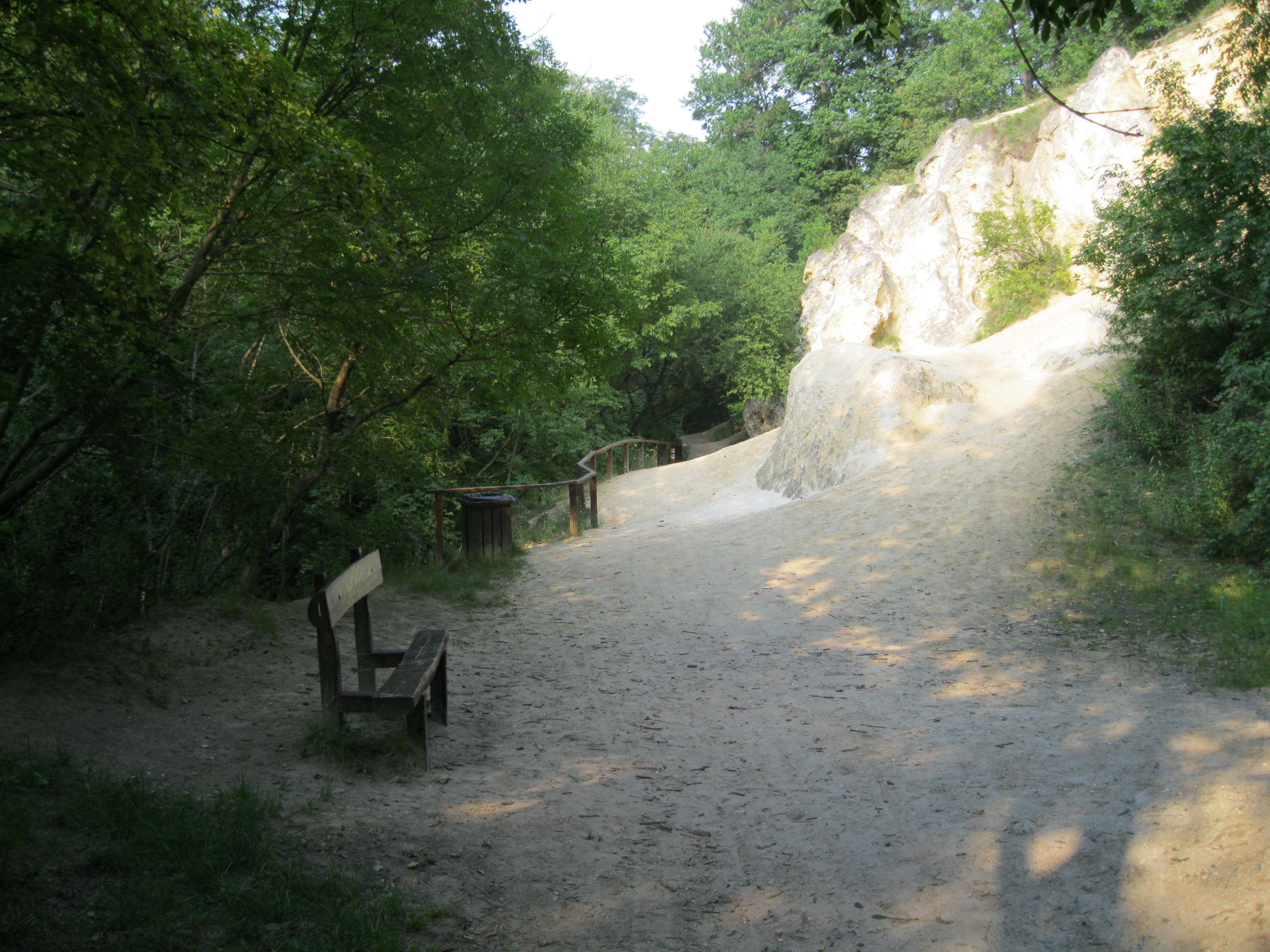